# Abu Muhammad al-Adil
Abû Muhammad al-`Âdil (أبو محمد العادل بن يوسف abū muḥammad al-`ādil ben yūsuf) est né à une date inconnue.
Il fut choisi comme calife almohade en Espagne en 1224 en compétition avec Abd al-Wahid al-Makhlu, détrôné par ses partisans dans l’actuel Maroc en septembre 1224. Il est mort assassiné, noyé dans un bassin du palais (1227).

## Histoire
Les Hafsides, alors bien en place à Tunis, mais encore considérés comme faisant partie des cheikhs de Marrakech dont ils sont issus avaient un candidat sorti de leur clan, Abû Zakariyâ' Yahyâ qui déclara son indépendance quelque temps après (1236).
À sa mort deux prétendants sont en présence:
- Abû al-`Alâ' Idrîs al-Ma'mûn soutenu par le souverain chrétien Ferdinand III de Castille
- Yahyâ al-Mu`tasim fils de Muhammad an-Nâsir soutenu par les cheikhs de Marrakech.

Il eut comme vizir
- Abû Zayd ben Abî Muhammad ben Abî Hafs (1223-1227) (أبو زيد بن أبي محمد بن أبي حفص abū zayd ben abī muḥammad ben abī ḥafṣ) faisant partie de la famille Hafside.

## Sources
- Charles-André Julien, Histoire de l'Afrique du Nord, des origines à 1830, édition originale 1931, réédition Payot, Paris, 1994
- (ar) الحفصيون/بنو حفص في تونس